# 章光堂
章光堂（しょうこうどう）は愛媛県松山市持田町1丁目にある愛媛大学教育学部附属中学校の講堂である。登録名称「愛媛大学附属中学校講堂（旧制松山高等学校講堂）」として国の登録有形文化財。
座標: 北緯33度50分32.3秒 東経132度46分55.4秒 / 北緯33.842306度 東経132.782056度

## 歴史
文部省（現在の文部科学省）の技師鳥海他郎の設計で1922年（大正11年）2月に建造。1949年（昭和24年）まで旧制松山高等学校講堂として使われた。
由来は、淮南子の「三光（三日月）を章（あきら）かにする」から採ったもの。太平洋戦争終了後に命名され、それまでは単に「講堂」と呼ばれていた。
章光堂は2度の危機にあっている。
- 1度目は1945年（昭和20年）7月の松山大空襲で市中心街が火の海と化した時である。「講堂へ行け、講堂を守れ」と言われた数人が屋根まで登り、バケツリレーで水を運び上げ、火を消し止めた。
- 2度目は1966年（昭和41年）に愛媛大学附属中学校の講堂兼体育館が新造された時である。基準面積外になり、取り壊される予定だったが、松山高等学校の同窓会関係者が反対し、保存運動が起こった。その結果当時の愛媛大学学長が大学保存建物に指定。平成になってから1998年（平成10年）に国の登録有形文化財に登録された[3]。

2012年（平成24年）8月から2013年（平成25年）3月まで耐震改修工事が行われた。